# Álvaro da Costa (Brasil Colónia)
Álvaro da Costa foi um português, filho do governador-geral do Brasil Duarte da Costa. Notabilizou-se pela disputa com o bispo dom Pero Fernandes Sardinha acerca da escravização dos indígenas no Brasil.

## Biografia
Em 1553, a pedidos, Tomé de Sousa foi exonerado do cargo de governador-geral do Brasil e substituído por Duarte da Costa. Com Duarte da Costa, foram também 260 pessoas para o Brasil, incluindo seu filho Álvaro e o então noviço José de Anchieta, jesuíta canário que seria o pioneiro na catequese dos nativos americanos. 
A administração de Duarte da Costa foi conturbada. Já de início, a intenção de Álvaro da Costa em escravizar os indígenas, incluindo os catequizados, esbarrou na impertinência de dom Pero Fernandes Sardinha, primeiro bispo do Brasil. O governador interveio a favor do filho e autorizou a captura de indígenas para uso em trabalho escravo. Em virtude dessas desavenças, Sardinha foi chamado para a corte em Lisboa para prestar esclarecimentos. O mesmo partiu em 15 de junho de 1556, mas naufragou na costa de Alagoas, onde acabou devorado pelos caetés antropófagos.
Em 1557, Álvaro da Costa recebeu de seu pai uma sesmaria entre os rios Jaguaripe e Paraguaçu no Recôncavo baiano, com mais ou menos quatro léguas de costa e dez léguas para o sertão. Um ano depois ele e seu pai voltaram a Portugal, e em 1562 o sesmeiro foi ao rei pedir a confirmação de suas terras no Brasil, alegando que não aproveitou nem morou na terra nos prazos estipulados devido à sesmaria "estar de guerra". 
No dia 21 de março de 1566, Dom Álvaro foi, mais uma vez, pedir ao Rei a confirmação de suas posses. O mesmo pediu as terras em capitania e manifestou o desejo de fazer vilas e povoações. O rei atendeu ao pedido de D. Álvaro da Costa, convertendo as terras em donatarias. Todavia, Duarte da Costa, sobrinho de D. Álvaro, tornou-se jesuíta e em 1607 concedeu a capitania aos inacianos. No entanto essa posse foi contestada por seu irmão, Gonçalo da Costa. Dom Felipe II tomou para a Coroa a posse da donataria em 1612, e passou para a família Costa novamente, que continuou com a mesma até o ano de 1763, quando o território voltou a pertencer à Coroa.